# Vitosha
Vitosha (en búlgaro: Витоша) es un macizo montañoso en las afueras de Sofía, la capital de Bulgaria. Vitosha es uno de los símbolos de Sofía y el sitio más cercano para excursiones, alpinismo y esquí. Hay líneas de autobuses y tranvías cómodos y teleféricos, que hacen la montaña fácilmente accesible. Vitosha tiene el perfil de una enorme cúpula. El territorio de la montaña incluye el parque natural Vitosha, que es el primer parque en la península balcánica y rodea las partes más conocidas y visitadas. En las faldas de la montaña se encuentran algunos barrios de la ciudad: Simeónovo, Dragalevtsi, Boyana y Knyájevo, donde hay un manantial de agua mineral. Vitosha es la montaña más visitada de Bulgaria.

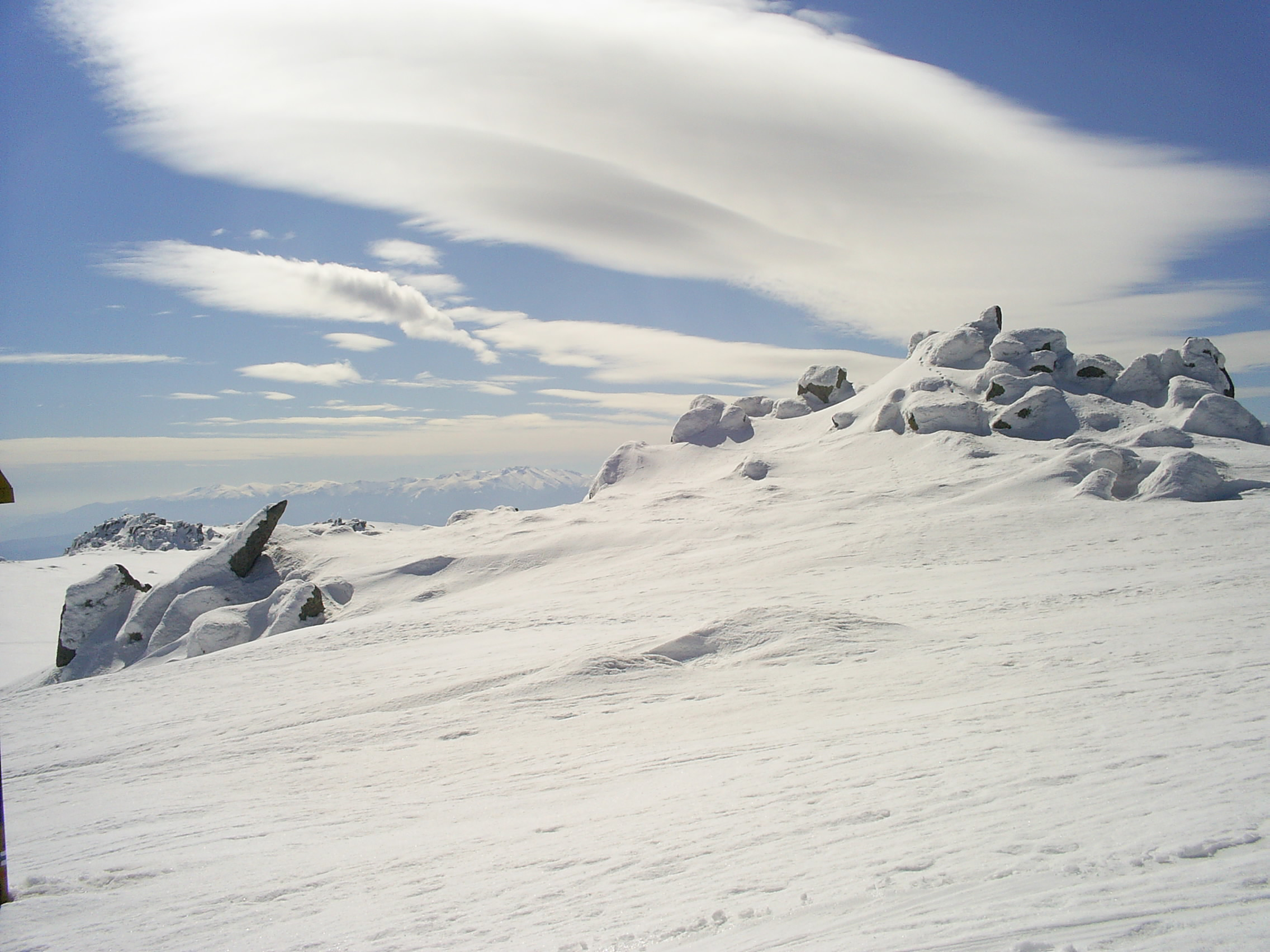
Vitosha nevado

La montaña emergió como resultado de actividad volcánica y tiene el perfil de una enorme cúpula. Vitosha no se caracteriza por formas de relieve profundas como pueden ser los valles. Esto se debe a que es una montaña relativamente joven. Símbolo de Vitosha son los "ríos de piedra", erróneamente conocidos como morrenas. Presentan una aglomeración de bloques rupestres rodados y lisados por el paso del agua. Los ríos de piedra son una de las principales atracciones turísticas de la montaña.